# Saint-Hyacinthe (ancienne circonscription fédérale)
Pour les articles homonymes, voir Saint-Hyacinthe (homonymie).
Saint-Hyacinthe est une ancienne circonscription électorale fédérale située en Montérégie au Québec, représentée de 1867 à 1917.

## Historique
C'est l'Acte de l'Amérique du Nord britannique de 1867 qui crée ce qui fut appelé le district électoral de Rouville. Abolie en 1914, elle est fusionnée à la circonscription de Saint-Hyacinthe—Rouville.
En 1867, la circonscription de Saint-Hyacinthe comprenait:
- Les paroisses de Saint-Denis, La Présentation, Saint-Barnabé, Saint-Jude, Saint-Hyacinthe, Saint-Damase et de Saint-Charles

En 1893, la circonscription comprenait:
- La cité de Saint-Hyacinthe
- Les paroisses de Saint-Hyacinthe-le-Confesseur, Notre-Dame-de-Saint-Hyacinthe, Saint-Damase, La Présentation, Saint-Barnabé, Saint-Jude, Saint-Charles, Saint-Denis et Sainte-Marie-Madeleine.

## Liste des députés
| Législature                            | Années    | Député                 | Député                        | Parti        |
| -------------------------------------- | --------- | ---------------------- | ----------------------------- | ------------ |
| 1e                                     | 1867–1870 |                        | Alexandre Edouard Kierzkowski | Libéral      |
| 1e                                     | 1870–1872 |                        | Louis Delorme                 | Libéral      |
| 2e                                     | 1872–1874 |                        | Louis Delorme                 | Libéral      |
| 3e                                     | 1874–1878 |                        | Louis Delorme                 | Libéral      |
| 4e                                     | 1878–1882 |                        | Louis Tellier                 | Conservateur |
| 5e                                     | 1882–1887 |                        | Michel-Esdras Bernier         | Libéral      |
| 6e                                     | 1887–1891 |                        | Michel-Esdras Bernier         | Libéral      |
| 7e                                     | 1891–1896 |                        | Michel-Esdras Bernier         | Libéral      |
| 8e                                     | 1896–1900 |                        | Michel-Esdras Bernier         | Libéral      |
| 9e                                     | 1900–1904 |                        | Michel-Esdras Bernier         | Libéral      |
| 9e                                     | 1904–1904 | Jean-Baptiste Blanchet |                               | Libéral      |
| 10e                                    | 1904–1908 |                        | Aimé-Majorique Beauparlant    | Libéral      |
| 11e                                    | 1908–1911 |                        | Aimé-Majorique Beauparlant    | Libéral      |
| 12e                                    | 1911–1917 |                        | Louis-Joseph Gauthier         | Libéral      |
| Dissoute dans Saint-Hyacinthe—Rouville |           |                        |                               |              |